# Beautiful Lies
Beautiful Lies è un film del 2010 diretto da Pierre Salvadori e interpretato da Audrey Tautou.

## Trama
La parrucchiera Émilie riceve un'anonima lettera d'amore, scritta da Jean, il suo timido dipendente al salone. La ragazza inizialmente non la considera neppure, ma poi decide di inviarla alla madre per farle vivere ancora l'emozione di essere amata, poiché la donna è separata da numerosi anni dal marito, che a giorni la informerà di voler divorziare da lei per sposare la giovane amante incinta. Maddy, la mamma di Émilie, è al settimo cielo dopo aver letto quelle stupende parole. Dato però che se ne aspetta altre e non ne riceve, la figlia è costretta a scrivere di propria mano varie lettere fingendo siano dell'amante anonimo. Un giorno Émilie, dopo aver scoperto che Jean è un uomo molto acculturato e intelligente che però si accontenta di lavorare come tuttofare nel suo salone, decide, per non averlo al negozio, di mandarlo a fare commissioni, tra cui quella di inviare delle lettere dopo aver attaccato il francobollo. Una di queste lettere è quella scritta dalla ragazza per la madre e, dato che i francobolli sono finiti, Jean la imbuca direttamente nella cassetta della posta di Maddy che, scambiandolo per il suo amante, lo segue, accorgendosi che lavora nel negozio di sua figlia. Émilie, sempre più preoccupata di essere scoperta, parla con Jean e, dopo avergli spiegato tutto, lo prega di uscire con la madre per qualche giorno, solo per farla felice prima della brutta notizia dell'ex marito. Jean inizialmente rifiuta ma poi accetta, nonostante soffra molto. Dopo la prima serata insieme, Maddy chiama la figlia e le racconta com'è andata dicendole che Jean le ha recitato a memoria la prima lettera da lei ricevuta. Émilie scopre quindi che era lui ad averle scritto la lettera anonima. Jean però, non reggendo più la situazione, decide di andarsene, nonostante Émilie lo scongiuri di non farlo. Inoltre Maddy li sente parlare e discutere di nascosto, scoprendo tutto. Alla fine, dopo vari mesi, Maddy manda una lettera anonima a Jean dicendogli che vuole incontrarlo a una mostra d'arte perché ha finalmente capito i suoi sentimenti per lui. Jean, pensando sia Émilie, ci va. Alla mostra Jean incontra davvero Émilie, che si trova lì in quanto è un'esposizione del padre. Dopo che giovane uomo le chiede se lei gli ha scritto la lettera, Émilie capisce che è stata la madre a farli incontrare e, dopo avergli risposto affermativamente, i due si baciano e si abbracciano.

## Riprese
Le scene esterne del film sono state girate a Sète, nella regione di Linguadoca-Rossiglione.

## Distribuzione
La pellicola venne presentata in anteprima il 22 ottobre 2010 a Montpellier e il 24 novembre in Svizzera. È uscito nelle sale cinematografiche francesi l'8 dicembre 2010.